# 中田 (八尾市)
中田（なかた）は、大阪府八尾市の地名。現行行政地名は中田一丁目から中田五丁目。住居表示は未実施。

## 歴史
当地は楠根川に沿った低地であり、弥生時代から鎌倉時代にかけての集落遺跡（中田遺跡）が発見されている。
正保郷帳の写しとされる河内国一国村高控帳石高は234石余。江戸時代における支配者は最初は大坂城代役知、その後支配者が頻繁に変わり、宝永7年以降幕府領となり幕末に至る。明治期の市町村制施行により曙川村の大字となる。八尾市合併後の昭和51年（1976年）に町名地番改正が行われた。

## 地理
青山町の南、八尾木北の北に挟まれた地域。西は府道八尾道明寺線（青山通り）に沿い、地域の中央に楠根川が流れる。旧集落は4丁目付近でその他の周囲は区画整理されており昔の面影はほとんど残っていない。青山通りに飲食店が多く、スーパーなどの商店は2丁目に多い。全体的に概ね住宅地化されている。

## 世帯数と人口
2020年（令和2年）3月31日現在（八尾市発表）の世帯数と人口は以下の通りである。
| 丁目       | 世帯数    | 人口    |
| ---------- | --------- | ------- |
| 中田一丁目 | 160世帯   | 362人   |
| 中田二丁目 | 387世帯   | 804人   |
| 中田三丁目 | 164世帯   | 301人   |
| 中田四丁目 | 308世帯   | 629人   |
| 中田五丁目 | 212世帯   | 468人   |
| 計         | 1,231世帯 | 2,564人 |

### 人口の変遷
国勢調査による人口の推移。
| 1995年（平成7年）  | 2,736人 | [ 5 ] |  |
| 2000年（平成12年） | 2,800人 | [ 6 ] |  |
| 2005年（平成17年） | 2,765人 | [ 7 ] |  |
| 2010年（平成22年） | 2,824人 | [ 8 ] |  |
| 2015年（平成27年） | 2,839人 | [ 9 ] |  |

### 世帯数の変遷
国勢調査による世帯数の推移。
| 1995年（平成7年）  | 893世帯   | [ 5 ] |  |
| 2000年（平成12年） | 965世帯   | [ 6 ] |  |
| 2005年（平成17年） | 1,004世帯 | [ 7 ] |  |
| 2010年（平成22年） | 1,084世帯 | [ 8 ] |  |
| 2015年（平成27年） | 1,165世帯 | [ 9 ] |  |

## 学区
市立小・中学校に通う場合、学区は以下の通りとなる（2020年5月時点）。
| 丁目       | 番・番地等 | 小学校               | 中学校               |
| ---------- | ---------- | -------------------- | -------------------- |
| 中田一丁目 | 全域       | 八尾市立刑部小学校   | 八尾市立曙川南中学校 |
| 中田二丁目 | 全域       | 八尾市立南山本小学校 | 八尾市立曙川中学校   |
| 中田三丁目 | 全域       | 八尾市立刑部小学校   | 八尾市立曙川南中学校 |
| 中田四丁目 | 全域       | 八尾市立刑部小学校   | 八尾市立曙川南中学校 |
| 中田五丁目 | 全域       | 八尾市立刑部小学校   | 八尾市立曙川南中学校 |

## 事業所
2016年（平成28年）現在の経済センサス調査による事業所数と従業員数は以下の通りである。
| 丁目       | 事業所数  | 従業員数 |
| ---------- | --------- | -------- |
| 中田一丁目 | 15事業所  | 126人    |
| 中田二丁目 | 28事業所  | 216人    |
| 中田三丁目 | 43事業所  | 402人    |
| 中田四丁目 | 25事業所  | 130人    |
| 中田五丁目 | 18事業所  | 57人     |
| 計         | 129事業所 | 931人    |

## 施設
- 食品館アプロ 高安店[12]

## 交通

### 主要道路
- 大阪府道174号八尾道明寺線
- 市道曙川第164号線・曙川第2号線 （高美小学校南交差点～市道山本第203号線接続点）
当地内を東西に通る。曙川第164号線は「都市計画道路安中教興寺線」として建設されたが、当地内のみ完成となっている。
- 市道曙川第177号線・曙川第188号線
当地内を楠根川を挟んで南北に通る。

### 鉄道
- 2丁目の東は近鉄高安駅の徒歩圏。

## その他

### 日本郵便
- 郵便番号 : 581-0014[2]（集配局：八尾郵便局[13]）。